# Jules Laforgue
Jules Laforgue (Montevideo, 16 de agosto de 1860 - París, 20 de agosto de 1887) fue un crítico y poeta simbolista francés.

## Biografía
Jules Laforgue nació en Montevideo, Uruguay, en 1860. Su padre, Charles Laforgue, era un exprofesor de letras que pasó a trabajar en el Banco Duplessis de Montevideo, y su madre, Pauline Lacolley (nacida en El Havre), era hija de un comerciante de calzado normando afincado en Uruguay. Jules tenía también ascendencia bretona y se identificaba como un bretón nacido en los trópicos. La familia se traslada pronto de Montevideo a Tarbes, en el sur de Francia, localidad natal del padre.
Jules ingresa en el liceo de esta ciudad en 1869. Después, en 1876, los Laforgue se trasladan a París. Jules estudia en el liceo "Fontanes", fracasando en el bachillerato debido a su gran timidez en los exámenes orales.
En 1879 publica sus primeros poemas en las revistas L´Enfer y La guepe. Conoce a Gustave Kahn y a Charles Henry, y en 1880 al que sería gran amigo suyo, el escritor Paul Bourget, que orientará su carrera literaria.
En 1881 escribe la novela breve Stéphane Vassiliew (solo publicada en 1943). Visita con frecuencia el Louvre y se pasa el día de biblioteca en biblioteca. Sigue los cursos de Hippolyte Taine en la escuela de Bellas Artes. Es nombrado lector de francés de la emperatriz de Alemania, Augusta, esposa de Guillermo I. Viaja a Coblenza y Berlín. En 1882 sigue a la emperatriz por toda Alemania. Escribe artículos en diversas revistas. Comienza a escribir los primeros poemas de Les complaintes / Los lamentos, que publicará a su costa en 1885.
En 1886 viaja a la tierra de Hamlet, Dinamarca, y trabaja en Las flores de buena voluntad (Des fleurs de bonne volonté). Publica el poema dramático Le concile feérique. Contrae matrimonio con la inglesa Leah Lee en Londres. El matrimonio se instala en París al año siguiente, 1887. Publica en Le Figaro y en la Revue Independante. El matrimonio atraviesa por graves apuros económicos y el poeta enferma gravemente de tuberculosis. Muere el 20 de agosto, recién cumplidos los 27 años.

## La poesía de Jules Laforgue
Practicó un simbolismo irónico de gran originalidad y fue el introductor, junto a Rimbaud, del verso libre en Francia. Su impacto fue grande entre los surrealistas y entre los poetas ingleses del siglo XX, con T. S. Eliot a la cabeza.
Laforgue es poeta “raro” en su tiempo. Se le clasificó entre los decadentes, grupo muy interesado en el pesimismo filosófico de Arthur Schopenhauer. A través del filósofo alemán, Laforgue pasará a empaparse de orientalismo budista. También se vio muy influido por el romántico alemán Heine y por su profesor, el historiador Taine, con quien llegará a polemizar.
Todos estos elementos contribuirán a un discurso poco o nada canónico. Laforgue huye siempre de la coherencia y la univocidad. Su obsesión con la muerte y el aburrimiento (el spleen de Baudelaire) le conducirá a insólitos experimentos lingüísticos en los que mezcla la ironía con la frase corriente y coloquial, incluso el balbuceo, la pausa discontinua. Toda su poesía, además, se halla repleta de exclamaciones e interjecciones, lo que se traduce en un ritmo entrecortado e intimista de gran fuerza.
Sus imágenes y metáforas son igualmente extravagantes. Saltan a sus versículos constante y transfiguradamente la luna, el sol, los domingos (elaboró una serie completa de poemas con ese título: el simbolismo del dolce, o no tanto, far niente), a la vez que las letanías e invocaciones marianas. Y todo ello impregnado de un sutil retintín autoparódico, extraño en su época, pero que luego sería muy apreciado e imitado entre los poetas y novelistas del siglo XX.

## Obras
Poesía
- Les Complaintes (1885)
- L’Imitation de Notre-Dame de la Lune (1886)
- Le Concile féerique (1886)

Publicaciones póstumas
- Des Fleurs de bonne volonté (1890)
- Derniers Vers de Laforgue (1890) (publicado por su amigo Félix Fénéon)
- Le Sanglot de la terre (1901)
- Premiers poèmes            (1903)

Traducción
- Feuilles d’herbe (Hojas de hierba, de Walt Whitman)

Cuentos en prosa
- Les Moralités légendaires (1887)

Varios
- Berlin, la cour et la ville (1922)
- Stéphane Vassiliew (1943)

## Ediciones en castellano
- Laforgue, Jules: "Hamlet o las consecuencias de la piedad filial, Poesías,  Correspondencia y Ensayos críticos", en Homenaje a Jules Laforgue (1987). Montevideo: Ministerio de Educación y Cultura. Trad. de Marie-Christine Peyronne y Lisa Block de Behar.
- Laforgue, Jules: Moralidades legendarias. (1994) Madrid. Cátedra, Letras universales, Trad.int. y notas Alfredo Rodríguez López-Vázquez ISBN 84-376-1247-0
- Laforgue, Jules: Imitación de Nuestra señora la Luna. El concilio feérico. Últimos versos. (1996) Madrid: Ed. Hiperión, Trad. int. ,notas Alfredo Rodríguez López-Vázquez (ISBN 84-7517-490-6)
- Laforgue, Jules: Berlín, villa y corte Traducción de Esperanza López Parada. Editorial Pre-textos, 2005.
- Laforgue, Jules: Los lamentos. Edición de Andrés Echevarría (2010). Montevideo: Editorial HUM, colección Nomeolvides Trad. y prólogo Andrés Echevarría (ISBN 978-9974-687-26-4)